# 桑原誠
桑原 誠（くわばら まこと、1945年10月12日 - 2020年9月11日）は、日本の化学者、工学者。専門は無機材料科学（電子セラミックス）。1973年3月 東京大学大学院工学系研究科工業化学専攻博士課程修了。工学博士（東京大学）。長男は社会学者の桑原司。1982年、市村賞貢献賞(学術の部)受賞。叙正四位、瑞宝中綬章受章。

## 略歴
- 1964年3月 - 山口県立防府高等学校卒業
- 1968年3月 - 九州工業大学工学部工業化学科卒業
- 1970年3月 - 東京大学大学院工学系研究科工業化学専攻修士課程修了
- 1973年3月 - 東京大学大学院工学系研究科工業化学専攻博士課程修了
- 1976年7月～1977年12月 - 英国リーズ大学客員研究員[3]
- 1987年8月 - 九州工業大学 工学部 教授
- 1996年4月 - 東京大学 大学院工学系研究科 教授
- 2004年3月 - 九州大学 大学院総合理工学研究院 教授[4]
- 2006年6月 - 東京大学名誉教授[5]
- 2009年4月 - 九州大学大学院 特任教授（～2010年3月）
- 2009年4月 - 九州大学名誉教授
- 2020年9月11日 - 死去。叙正四位、瑞宝中綬章追贈[6]。

## 専門分野
- 半導体チタン酸バリウムの粒界電子物性に関する研究[7]
- ゾルーゲル法による電子機能セラミックスの合成と応用
- 電気泳動電着法による電子セラミックス薄膜の合成と応用
- ナノ結晶酸化物蛍光体の合成と無機EL応用
- ナノ結晶エピタキシャル結合現象を利用した新規光・電子デバイス作製[8]

## 著書
『岩波講座 現代工学の基礎 14 人工物の構造と特性 《設計系I》・無機材料 《材料系V》』岩波書店（2002年）〔共著〕。ISBN 4-00-010994-4